# Sirguvere
Sirguvere – wieś w Estonii, w prowincji Jõgeva, w gminie Saare.